# کریستیان مورگنشترن
کریستیان اتو جوزف ولفگانگ مورگنشترن (آلمانی: Christian Otto Josef Wolfgang Morgenstern؛ زاده ۶ مهٔ ۱۸۷۱ – درگذشته ۳۱ مارس ۱۹۱۴ میلادی) یک پدیدآور و شاعر و سرایندهٔ شعرهای طنزآلود ماندگاراهل مونیخ آلمان بود.
وی مادرش را بر اثر ابتلا به سل در ۹ سالگی از دست داد. خودش هم تمام عمر با این بیماری دست به گریبان بود. پدرش شیفته نظم بود و او را به مدرسه نظام فرستاد. اما کریستیان مورگنشترن به شعر گرایش داشت.
مورگنشترن و دوستانش گروهی به نام «یاران دار» (آلمانی: Galgenbund) تشکیل دادند که به شوخی کارها و حرکات مخوف کرده و بر روی همه نام‌های سهمگین می‌گذاشتند. وی در این جمع‌ها شعرهایی با عنوان «ترانه‌های دار» (آلمانی: Galgenlieder) می‌سرود و می‌خواند که از مشهورترین آثار او به شمار می‌آیند. او در این شعرها زبان فاخر را به بازی و ریشخند می‌گیرد تا به فرهنگ اشرافی و بورژوازی اعتراض کند.
مورگنشترن ۳۴ ساله بود که مجموعه شعر «ترانه‌های دار» منتشر شد.
از اشعار اوست:
«آهی به راه تیره یخبندان
خوابِ پرآبِ عشق و خوشی می‌دید
از سوز عشقِ آه به زیر پاش
یخ ذوب گشت و او به فنا لیزید»
درآمد اندک وی از راه ترجمه حتی برای تأمین مخارج آسایشگاه سل‌زدگان هم کافی نبود. کریستیان مورگنشترن در ۴۳ سالگی در شهر اونترمایس که امروزه جزو ایتالیا است، درگذشت.

## منابع

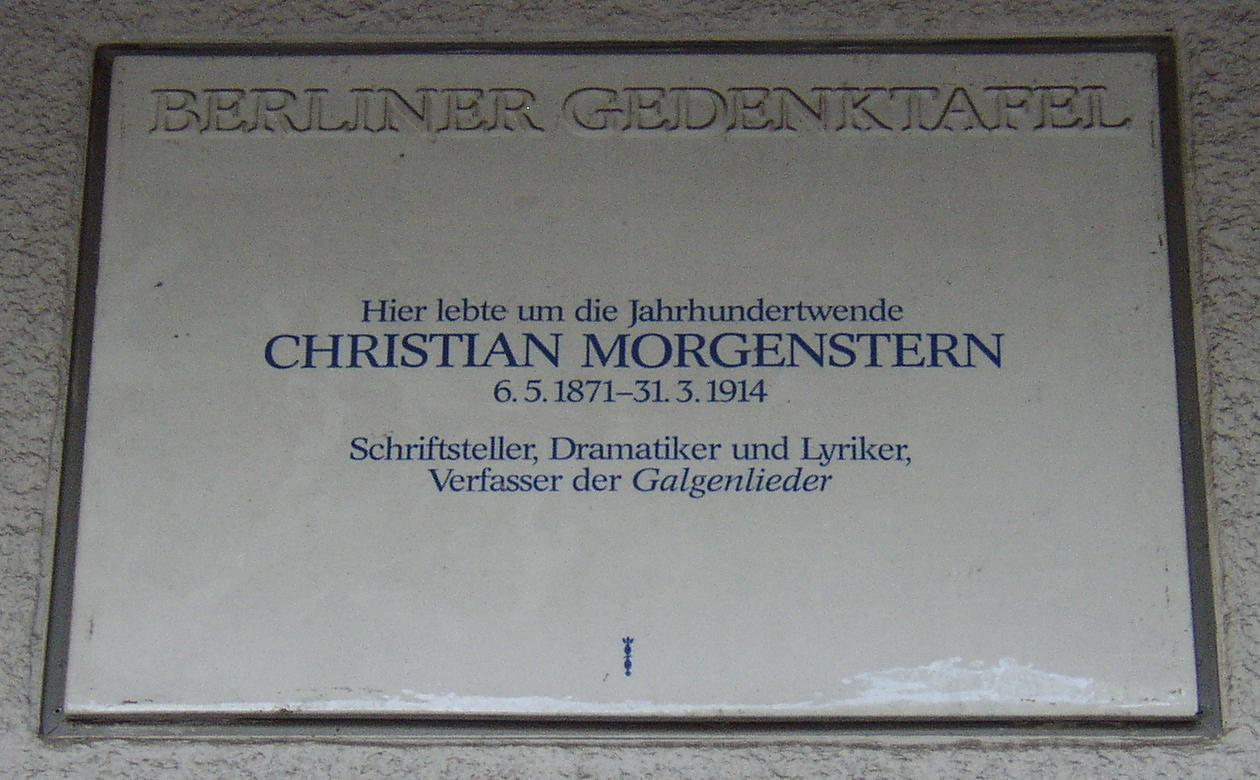